# Majur (cantant)
Majur dos Santos Conceição (Salvador, 21 d'octubre de 1995) és una cantant i compositora brasilera, coneguda artísticament pel seu prenom, Majur. La seva música, del gènere R&B i MPB, aborda temes com relacions afectives i empoderament femení.

## Biografia

### Infantesa
Majur va néixer el 21 d'octubre de 1995 en el barri d'Uruguai, en Salvador, estat de Bahia. El seu pare va abandonar la família quan ella tenia 3 anys d'edat, i per sobreviure, va haver de recollir brossa i material reciclable als carrers amb la mare, fins als 6 anys. Va començar a cantar als 5 anys en el cor de l'Orquestra Simfònica Joventut de Salvador. L'any 2008 va arribar a la final del Festival Anual de Cançó Estudiantil, promogut pel Ministeri d'Educació.

### Carrera professional
El 2016, Majur va muntar una banda amb altres 5 músics per actuar en les nits de la seva ciutat natal. La banda cantava en els bars del barri de Barra, epicentre de la restauració i la vida bohèmia soteropolitana. Va llançar el seu primer treball el 2018, Colorir, un extended play (EP) de 3 temes. El juny de 2019, va aparèixer com a artista convidada en la cançó AmarElo, al costat d'Emicida i Pabllo Vittar.
Va llançar el seu primer single en solitari l'agost del mateix any, 20ver. El novembre de 2019, va llançar un videoclip de Naúfrago, la segona pista de l'EP d'estrena. El 2020 va llançar un altre senzill, Andarilho, acompanyat d'un videoclip que va enregistrar ella mateixa durant l'aïllament social causat per la pandèmia de COVID-19.
Finalment, el maig de 2021 es va publicar el primer LP d'estudi: Ojunifé. Engloba ritmes i temàtica d'ancestralitat afrobrasilera, feminisme i reivindicació social. La musicalitat de l'àlbum evoca, indefectiblement, l'afrobeat que va popularitzar Margareth Menezes al Brasil en les darreries del segle xx.

## Vida personal
Majur és una dona trans. El seu necrònim és Marilton Conceição Junior.
S'autodenomina no-binària, però diu no importar-li l'ús de pronoms de gènere preferit. «Transito molt bé entre l'univers masculí i el femení. Reconec els dos en mi i preciso dels dos», va explicar en una entrevista a Extra. Ja al diari O Globo, va declarar que intenta fugir al màxim de les relacions de gènere en les seves lletres, ja que la seva figura i el seu dia a dia ja parlaven per ella.
El setembre de 2022, la cantant va contraure matrimoni amb el coreògraf Josué Amazonas.

## Discografia
- Ojunifé (LP, 2021)
- Colorir (EP, 2018)

## Filmografia
- Emicida: AmarElo - É tudo para ontem (documental, 2020)